# 콜리 아미네이역
콜리 아미네이 (Colli Aminei) 역은 이탈리아 나폴리 지하철 1호선의 역이다. 나폴리 시의 산지 중 하나인 아미네이 산자락에 위치해 있다. 사베리오 가토 로에 출구를 두고 있으며, 주차장과 콜리 아미네이 대로로 계단이 조성되어 있다.

## 상세
건축가 도메니코 오를라키오의 설계에 따라 지어졌다. 1993년에 완공되어 영업에 들어갔으며 1995년까지는 1호선의 시종착역 역할을 하였다. 인근에 고등학교가 밀집된 탓에 사람이 평소에도 많이 이용한다.
2016년 4월 13일에는 카르다렐리 (Cardarelli)쪽 출구가 새롭게 만들어졌다. 시병원 입구에서 몇 미터 떨어지지 않은 곳으로 지하터널로도 접근이 가능하게 되었다. 이전에는 병원 본관앞 광장에 섰던 버스정류장도 역 출구 쪽으로 이전하였다.

## 시설
이 역에는 다음과 같은 시설이 있다.
- 매표기

## 환승
- 트롤리버스 정류장
- 버스 정류장